# 国鉄タサ5200形貨車
国鉄タサ5200形貨車（こくてつタサ5200がたかしゃ）は、かつて日本国有鉄道（国鉄）に在籍した私有貨車（タンク車）である。

## 概要
本形式は、酢酸専用の20t 積タンク車として1960年（昭和35年）1月22日から1965年（昭和40年）12月4日にかけて3ロット5両（コタサ5200 - コタサ5204）が、日立製作所、富士重工業の2社で製作された。
落成時の所有者は、昭和電工、電気化学工業の2社であり、夫々の常備駅は、磐越西線の鹿瀬駅、北陸本線の青海駅であった。
昭和電工所有車2両（コタサ5200 - コタサ5201）は、1966年（昭和41年）1月25日に徳山石油化学へ名義変更された。
電気化学工業所有車の内2両（コタサ5202 - コタサ5203）は、1973年（昭和48年）3月17日にチッソへ名義変更され、常備駅は水俣駅へ移動した。
記号番号表記は、特殊標記符号「コ」（全長 12 m 以下）を冠し、「コタサ」と標記された。
タンク体材質は、全車ステンレス鋼製であり外板（キセ）、加熱管を装備し、荷役方式は全車ともマンホールからの上入れ、空気管と液出管を用いた空気圧による上出し方式である。
1979年（昭和54年）10月より化成品分類番号「燃侵38」（燃焼性の物質、侵食性の物質、引火性液体、腐食性のあるもの）が標記された。
全長は8,900mm - 10,400mm、全幅は2,500mm、全高は3,826mm、軸距は4,800mm - 6,300mm、自重は16.0t - 16.9t、換算両数は積車3.5、空車1.8である。
1985年（昭和60年）8月10日に最後まで在籍した1両（コタサ5204）が廃車となり形式消滅した。

### 年度別製造数
各年度による製造会社と両数、所有者は次のとおりである。（所有者は落成時の社名）
- 昭和34年度 - 2両
  - 日立製作所 2両 昭和電工（コタサ5200 - コタサ5201）
- 昭和39年度 - 2両
  - 富士重工業 2両 電気化学工業（コタサ5202 - コタサ5203）
- 昭和40年度 - 1両
  - 富士重工業 1両 電気化学工業（コタサ5204）